# Fresh Meat (série télévisée)
Pour les articles homonymes, voir Fresh Meat.
Fresh Meat est une série télévisée britannique créée par Jesse Armstrong et Sam Bain et diffusée du 21 septembre 2011 au 28 mars 2016 sur Channel 4.
Cette série est inédite dans les pays francophones. Cependant, la filiale française de la plateforme Netflix ainsi que Canal+ l'ont mise à disposition en intégralité en version originale sous-titrée français.

## Synopsis
La série brosse le portrait de six jeunes étudiants découvrant la vie universitaire et la vie en colocation à Manchester entre petits boulots, manifestations et rivalités. 

## Distribution
- Zawe Ashton : Violet « Vod » Nordstrom
- Greg McHugh (en) : Howard MacCallum
- Kimberley Nixon : Josephine « Josie » Jones
- Charlotte Ritchie : Melissa « Oregon » Shawcross
- Joe Thomas : Kingsley Owen
- Jack Whitehall : Jonathan « JP » Pembersley

## Épisodes

### Première saison (2011)
La première saison est diffusée entre le 21 septembre et le 16 novembre 2011 (les synopsis suivants sont issus de Netflix).
1. Épisode 1 : Dotés de personnalités aussi différentes qu'attachantes, ces nouveaux colocataires n'ont pas fini de vous surprendre.
2. Épisode 2 : Les colocs décident d'organiser une fête pour réchauffer l'atmosphère, tandis que Josie, bien décidée à conclure avec Kingsley, voit ses plans tomber à l'eau.
3. Épisode 3 : La relation d'Oregon et du Professeur Shales prend un tournant inattendu lorsque celui-ci l'engage pour nettoyer son four.
4. Épisode 4 : Josie promet de venir en aide à Kingsley après avoir découvert la vérité sur sa vie sexuelle, ignorant les plans élaborés par Ruth.
5. Épisode 5 : La relation de Vod et d'Oregon est mise à mal lorsque Vod découvre le petit secret de son amie au cours d'une manifestation étudiante à Londres.
6. Épisode 6 : Bouleversé par la découverte des graves problèmes de santé de son père, JP décide de vivre sa première expérience de l'extrême.
7. Épisode 7 : La femme du professeur Shales met en doute la fidélité de son mari en lui prêtant une aventure avec Vod.
8. Épisode 8 : Josie embarque dans une véritable aventure de débauche, aidée et encouragée par Vod qui croit sa vie universitaire bel et bien enterrée.

### Deuxième saison (2012)
Le 25 octobre 2011, Channel 4 annonce le renouvellement de la série pour une deuxième saison dont le tournage débute en mai 2012 et qui est diffusée entre le 9 octobre et le 27 novembre 2012.
1. Épisode 1
2. Épisode 2
3. Épisode 3
4. Épisode 4
5. Épisode 5
6. Épisode 6
7. Épisode 7
8. Épisode 8

### Troisième saison (2013)
Le 22 novembre 2012, la série est renouvelée pour une troisième saison prévue pour l'automne 2013. Elle est diffusée entre le 6 novembre et le 25 décembre 2013.
1. Épisode 1
2. Épisode 2
3. Épisode 3
4. Épisode 4
5. Épisode 5
6. Épisode 6
7. Épisode 7
8. Épisode 8

### Quatrième saison (2015)
En novembre 2014, Channel 4 décide de renouveler une quatrième et dernière saison. Elle est diffusée entre le 22 février et le 28 mars 2016.
1. Épisode 1
2. Épisode 2
3. Épisode 3
4. Épisode 4
5. Épisode 5
6. Épisode 6

## Récompenses
- Festival de Télévision de Monte-Carlo 2013 : Nymphe d'or de la Meilleure Série TV européenne dans la catégorie Série TV Comédie